# Kono Minikuku mo Utsukushii Sekai
Kono Minikuku mo Utsukushii Sekai (jap. この醜くも美しい世界, dt. „Diese hässliche, aber auch wunderschöne Welt“) ist eine Anime-Serie, die 2004 von Studio Gainax und Shaft veröffentlicht wurde. Trotz einigen Humors hat die Serie eher einen tiefsinnigen und ernsten Charakter und ist dem Seinen-Genre zuzuordnen. Dies zeigt sich neben einigen deutlichen Etchi- und Gewaltszenen auch daran, dass mit Werten wie Liebe und Zusammenhalt, sowie auch mit apokalyptischen Vorstellungen auf parodierende Weise umgegangen wird und im Endeffekt jene Werte auf radikale Weise auf die Probe gestellt werden.
Auf Grundlage der Handlung entstand ebenfalls ein Manga, der von Ashita Morimi illustriert wurde und im Magazin Young Animal von Hakusensha erschien.

## Handlung
Die Serie beginnt mit einer einleitenden Rede die von Menschheit und vielen Ereignissen berichtet, die diese an den Rand der Vernichtung führten. Sie schließt mit den Worten, dass das Schlimmste jedoch noch bevorstehe.

### Ausgangssituation
Auf einer ihrer Lieferfahrten erscheint den Freunden Takeru Takemoto (竹本 タケル, Takemoto Takeru) und Ryo Nimoniya (二ノ宮 リョウ, Nimoniya Ryō) ein heller Lichtstrahl am Himmel, der in den Wäldern zu Boden prallt. An der Einschlagstelle finden die beiden ein nacktes Mädchen vor, das sich aus dem Licht entwickelt und sich sofort mit Takeru verbunden fühlt, denn er ist ihr erster Mensch und wie man später erfährt wurde sie an seinen Wünschen und Vorstellungen orientiert als Mensch geschaffen. Doch mit dem Mädchen taucht ein Monster auf, eine riesige Bestie, das wie eine Fusion aus Riesenkäfer und Dinosaurier erscheint. Bei dem Versuch das Mädchen zu beschützen schafft es Takeru sich auf zunächst unerklärliche Weise zu verwandeln und erhält so übernatürliche Kräfte, um das Monster zu besiegen. Er nennt das Mädchen Hikari (ヒカリ) und schwört sie immer zu beschützen. Anschließend bringt er sie mit nach Hause, wo sich vor seiner Familie und seinen Freunden und Mitbewohnern herausstellt, dass sie aus dem Weltall kommt, jedoch keinerlei Erinnerungen hat. Alles was sie kennt ist eine tiefe Liebe zu Takeru. Von nun an lebt sie bei ihm und lernt Schritt für Schritt die guten und schlechten Seiten des Lebens kennen, wobei sie eine stets fröhliche Person ist und Takeru sie unbedingt glücklich machen möchte.
Einige Tage später. Ryo, der auch gewisse, wenn auch eher passive, Kräfte in sich entdeckt (sie werden nicht genauer gezeigt) trifft im Wald ein Mädchen, das dort, nur mit einem lockeren, kurzen Kleidchen bekleidet, alleine mit einem kleinen, unbekannten Phantomwesen namens Kwan lebt. Es stellt sich heraus, dass sie ein Teil von Hikaris Lichtstrahl war, sie ist jedoch noch wesentlich unschuldiger und unwissender als diese. Ryo nennt sie Akari (アカリ) und lässt sie bei sich wohnen. Hikari und Akari sehen sich von nun an als Schwestern an und Ryo entwickelt eine ähnliche Bindung zu Akari wie Takeru zu Hikari.

### Das Leben auf der Erde
Als Hikari mit Takeru und den anderen zum ersten Mal die Schule besucht stellt sie fest, dass es dort wesentlich langweiliger ist als sie dachte. Bei einer Feuerübung verwandelt sich Hikaris Charakter (und ihre Augen) in eine Art dämonisches Wesen. Sie beabsichtigt die Schule einzureißen, hält innerhalb des Gebäudes eine Hand an die Wand und das Gebäude implodiert. Als Takeru, der sich wegen der Übung mit den anderen draußen befindet, Hikari (die wieder „normal“ ist und keine Erinnerungen an ihre Tat hat) im Schutt sucht, wird diese von einem großen Roboter umfasst, der sich 'Ioneus nennt und sich als ihr Beschützer und Diener ausgibt. Seine Existenz ist wie die von Kwan an einen blauen Kristall gebunden. Anschließend erlebt Hikari wieder einige der guten und schlechten Seiten des Lebens: Takeru möchte sie unbedingt glücklich machen und bereitet ihr viel Spaß, doch nach einem Ausflug ist sie dennoch traurig, denn schöne Momente enden irgendwann. Tage darauf sieht sie im Fernsehen, wie sich Leute küssen, doch Takeru ist schüchtern und sie fühlt sich nicht von ihm geliebt, so wie sie es tut. An dieser Stelle setzt ihr dämonisches Ich wieder ein und ein weiteres Riesenmonster taucht auf. Anschließend wird gezeigt wie sich Hikari in die Stadt eingelebt hat und alle sie mögen, jedoch findet sie nach einem Festival ihren lieblich zirpenden Käfer tot vor, was sie mit starker Trauer erfüllt – auch wenn Käfer eben nicht lange leben. In einer Vision spricht ihr anderes ich zu ihr, das ihr ihre Bestimmung verkündet: Das Leben auf der Erde auszulöschen, so, wie sie es schon viele Male getan habe. Dieser Gedanke versetzt sie in Angst, doch ihre Erinnerungen erwachen. Während sich Takeru Ideen für die Zukunft ausmalt, findet Hikari plötzlich nur noch wenig Spaß am Leben. Derweil entwickelt sich eine weniger komplexe, idyllische Bindung zwischen Akari und Ryo.

### Die Apokalypse droht
Hikari und Akari, die ein Wesen sind, beraten sich und entscheiden, dass die Erde ein schöner Ort ist, doch Hikari kann ihrer Bestimmung nicht entfliehen, denn ihre Vision bereitet ihr starkes Unbehagen. Als Takerus alte Freundin ihr nun endgültig den Kampf ansagt (hinsichtlich Takerus Liebe), und sie dann Hikari auch noch schlägt, als diese sie in ihrer naiven Unschuld nicht versteht, erwacht ihr dämonisches Ich erneut. In diesem Moment taucht ein weiteres Monster auf, das Hikari mit einem einzigen Energiestoß restlos vernichtet. Jessy, eine Mitbewohnerin von Takeru, die in einem geheimen Forschungsinstitut arbeitet und Hikari ausspioniert, enthüllt: Die Monster sind eine Schutzreaktion der Erde, um sich gegen die drohende Apokalypse zu verteidigen, dazu zählt auch Takerus Verwandlung. Somit sind seine Kräfte da, um Hikari, die er liebt und beschützen wollte, zu vernichten. Ioneus ist ein Gehilfe Hikaris, der ihr endliches Erwachen begrüßt. Hikari versteht sich nun als „Todesgöttin“ und sieht Takerus Liebe nur als allgemeine Höflichkeit an, seine Fürsorge nur als Methode, damit er nicht durch ihr Weinen belästigt ist – es wäre alles nur für ihn selbst und er mache anderen etwas vor. Anschließend sieht sie in seine schmerzliche Vergangenheit: Von seiner Mutter verstoßen und mit einem Leben, ohne Liebe erfahren zu haben, könne er niemals selbst lieben. Takerus Kräfte erwachen und durch den psychischen Schmerz sagt sein Instinkt ihm, sie zu töten, während Akari ebenfalls einschreiten will, doch Ryos eigene Kräfte erwachen und er dringt in Takerus Psyche ein und besänftigt beide. Takeru ist nun entschlossen, Hikari aufzuhalten, doch ohne Gewalt. Er will sie von der Aufrichtigkeit seiner Liebe überzeugen und damit auch vom Wert der Menschen auf der Erde. Während Ioneus mit der Zerstörung der Erde beginnt, küsst Takeru Hikari (wenn auch eher „gewaltsam“) und ihre beiden Persönlichkeiten verschmelzen – das Bewusstsein über ihre Pflicht und die Liebe zu Takeru und den Menschen. Währenddessen bildet sich ein riesiger Schwarm roter Schmetterlinge – das Leben, das auf seinen Platz auf der Erde nach der bevorstehenden Auslöschung wartet. Hikari und Takeru sowie Akari und Ryo müssen nun einen traurigen Abschied nehmen, denn auch wenn sie auf der Erde bleiben wollen, müssen sie dieses neue Leben auf eine andere Welt geleiten.

## Entstehung und Veröffentlichungen

### Anime
Der 12 Folgen umfassende Anime entstand in einer Zusammenarbeit der Studios Gainax und Shaft. In Japan wurde er ab dem 1. April 2004 bis zum 17. Juni desselben Jahres wöchentlich im Fernsehen auf Sendern wie TBS, BS-i und Animex gezeigt. Eine Veröffentlichung der auf sechs DVD verteilten Serie erfolgte seit dem 4. Juni 2004 im etwa monatlichen Abstand. Als Regisseur war Shōji Saeki, der auch an der Produktion von FLCL, Mahoromatic, Neon Genesis Evangelion: The End of Evangelion und Tengen Toppa Gurren-Lagann mitwirkte, auch für Handlung verantwortlich.
In den Vereinigten Staaten wurde der Anime von ADV Films lizenziert und mit englischer Synchronisation veröffentlicht. Die erste der drei DVD erschien in zwei Varianten (normale DVD und Sammlerbox) und wurde ab dem 4. Juli 2006 angeboten. Sie trug den Untertitel Falling Star, während die Serie selbst als This Ugly Yet Beautiful World bezeichnet wurde. Die Untertitel der folgenden DVDs waren Eye of the Beholder und Red Swarm. Ab dem 18. September 2007 wurde die Serie auch als Complete Collection angeboten, welche die komplette Serie auf drei DVDs enthält.
Es erfolgte ebenfalls eine spanische Lokalisierung. In Deutschland erschien der Anime bisher nicht.

#### Synchronisation
| Rolle           | Japanischer Sprecher (Seiyū) |
| --------------- | ---------------------------- |
| Akari           | Ai Shimizu                   |
| Hikari          | Ayako Kawasumi               |
| Ryō Ninomiya    | Fujiko Takimoto              |
| Takeru Takemoto | Takahiro Mizushima           |

#### Musik
Die Musik des Anime wurde von dem Komponisten Yoshikazu Iwanami komponiert, der bereits bei vielen anderen bekannten Werken mitwirkte. Der Titel Metamorphose für den Vorspann stammt von Yōko Takahashi, während der Abspann Natsuiro no Kakera von Yōko Ishida verwendete.

### Manga
Ein gleichnamiger Manga, der auf Grundlage des Anime entstand, wurde ab dem 27. August 2004 in dem Magazin Young Animal von Hakusensha veröffentlicht. Die Zeichnungen stammen aus der Feder von Ashita Morimi. Der Manga wurde später in Form von drei Tankōbon herausgegeben und auch in Frankreich durch Glénat veröffentlicht.

## Rezeption
“It isn't a great series, and does not stand as Gainax's best effort since Neon Genesis Evangelion, but it is a better one than it might appear to be at first.”

„Es ist keine großartige Serie und sie ist auch nicht das beste Werk von GAINAX seit Neon Genesis Evangelion, aber sie ist besser als es zunächst den Anschein hat.“

Obwohl die Handlung sehr typische Elemente für eine übliche Animeserie enthalte, ist die Serie in den Augen der Kritiker doch tiefgründiger als zunächst vermutet. Dafür machen sie das Studio GAINAX und den Fakt, dass es sich um eine Veröffentlichung zum 20. Jahrestag des Studios handelt, verantwortlich.
Andere Kritiker hielten die Serie hingegen für eine der schlechtesten Serien von GAINAX überhaupt und meinten, dass die Serie zum Jubiläum erstellt wurde, nur zeige, dass es im Dasein eines Studios eben auch Hochs und Tiefs gegeben kann.

“I try not to be the kind of fan that only enjoys the early works of a studio and then holds that as the barometer for everything else, but even the weak series of Mahoromatic stands far above this one. Gainax has disappointed me in the past but in looking back at this one as a whole, they've never disappointed me like this.”

„Ich versuche nicht die Art von Fan zu sein, der nur die frühen Arbeiten eines Studios mag und diese dann zum Maßstab für alles andere macht, aber selbst die schwache Serie von Mahoromatic steht weit über dieser hier. Gainax hat mich auch schon in der Vergangenheit enttäuscht, aber noch nie so sehr wie mit dieser Serie.“

Die Animationsqualität soll hinter der anderer Studios wie Gonzo, Bones oder Production I.G zurückstehen. GAINAX soll aber sowieso den Schwerpunkt mehr auf die Handlung gelegt haben, so dass dies nicht weiter ins Gewicht falle.
Besonders deutlich zeige sich dieser Unterschied bei den Gesprächen der Charaktere, die wesentlich einfacher animiert wurden, als es bei anderen Titeln der Fall ist. Die Hintergründe seien hingegen sehr gelungen, auch wenn sich die Charaktere von diesen besonders in den ersten Folgen nicht deutlich genug abheben würden.
Die Hintergrundmusik sei sehr gelungen und Yoshikazu Iwanami habe es verstanden die Szenen mit sehr stimmiger und treffenden Melodien zu untermalen. Der Abspanntitel wurde als eine gewöhnliche J-Pop Nummer bezeichnet, während die Titelmelodie wirklich etwas Besonderes sei. So soll diese im Zusammenhang mit den gezeigten Szenen noch wesentlich stärker wirken, als es die Musik allein vermögen könnte. Der Titel soll sich mit dem hochgelobten Vorspann von Neon Genesis Evangelion, Cruel Angel’s Thesis, der ebenfalls von Yōko Takahashi stammt, auf gleichem Niveau befinden.
Die Seiyū des Originals wurden nicht sonderlich hervorgehoben, jedoch weise die englische Synchronisation erhebliche Mängel auf, da die Sprecher nicht den richtige Betonung finden würden, um das richtige Gefühl zu vermitteln, wie es hingegen den japanischen Sprechern gelang.